# Srbitsa
Srbica (en macédonien Србица ; en albanais Sërbica) est un village de l'ouest de la Macédoine du Nord, situé dans la municipalité de Kitchevo. Le village comptait 1862 habitants en 2002. Il est majoritairement albanais.

## Démographie
Lors du recensement de 2002, le village comptait :
- Albanais : 1 859
- Autres : 3